# Grossmünster
Grossmünster – jeden z kościołów Zurychu, zbudowany w latach 1100–1250 na miejscu kościoła z IX w. 
Grossmünster jest „kościołem-matką” reformacji w niemieckojęzycznej Szwajcarii. To właśnie tutaj od 1519 do swojej śmierci w 1531 Zwingli wzywał do odnowy chrześcijaństwa. Bliźniacze wieże kościoła pochodzące z XV w., zwieńczone XVIII-wiecznymi kopułami, są najbardziej charakterystycznym elementem zuryskiej architektury. Katedrę zdobią okna witrażowe projektu Augusto Giacomettiego.
W kościele znajdują się organy zbudowane w latach 1958–1960, na których koncertował m.in. artysta szwajcarski Lionel Rogg. W kościele realizowane są również nagrania organowych koncertów oratoryjnych.